# Slavětín (Ústí nad Labem)
Slavětín é uma comuna checa localizada na região de Ústí nad Labem, distrito de Louny.